# Jennifer Rhodes
Jennifer Rhodes (Rosiclare, 17 agosto 1947) è un'attrice statunitense.

## Biografia
Si appassionò al teatro mentre frequentava la Southern Illinois University, e si trasferì presto a New York City; dopo essersi laureata, studiò recitazione e cominciò a recitare in teatro con piccoli ruoli.
Dopo il trasferimento a Los Angeles, iniziò a recitare per spot pubblicitari, fino a raggiungere la televisione e il cinema. La sua grande occasione avvenne negli anni sessanta con la serie TV Ai confini dell'Arizona. Tra le altre serie TV La casa nella prateria, Saranno famosi e E.R. - Medici in prima linea.
Dal 1998 al 2006 ha ricoperto il ruolo della nonna Penny Halliwell nella serie televisiva Streghe.

## Filmografia

### Cinema
- L'inferno di cristallo (The Towering Inferno), regia di John Guillermin e Irwin Allen (1974)
- La pantera assassina (Night Creature), regia di Lee Madden (1978)
- The Eleventh Commandment, regia di Paul Leder (1986)
- Due piedipiatti acchiappafantasmi (Ghost Fever), regia di Alan Smithee (1987)
- Schegge di follia (Heathers), regia di Michael Lehmann (1989)
- Lupo solitario (The Indian Runner), regia di Sean Penn (1991)
- Night of the Demons 2, regia di Brian Trenchard-Smith (1994)
- Chasing Tchaikovsky, regia di Greg Lalazarian (2007)
- Still Waiting..., regia di Jeff Balis (2009)

### Film per la televisione
- Big Rose: Double Trouble (1974)
- The Death of Richie (1977)
- Jacqueline Bouvier Kennedy (1981)
- Perfect People (1988)
- Infermiere a Los Angeles (Nightingales) (1988)
- Passaggi in un'altra dimensione (Doorways) (1993)
- Quel bambino è mio (There Was a Little Boy) (1993)
- Skeletons (1997)

### Serie televisive
- Ai confini dell'Arizona (The High Chaparral) - serie TV, episodio 4x18 (1971)
- Lou Grant - serie TV, 1 episodio (1978)
- La casa nella prateria (Little House on the Prairie) - serie TV, episodi 6x09 (1979) e 8x12 (1982)
- Saranno famosi (Fame) - serie TV, 3 episodi (1985)
- E giustizia per tutti (Equal Justice) - serie TV, 4 episodi (1990-1991)
- Ragionevoli dubbi (Reasonable Doubts) - serie TV, 1 episodio (1991)
- Red Shoe Diaries - serie TV, 1 episodio (1995)
- E.R. - Medici in prima linea (ER) - serie TV, 1 episodio (1996)
- Una famiglia del terzo tipo (3rd Rock from the Sun) - serie TV, 4 episodi (1996)
- Friends - serie TV, episodio 4x09 (1997)
- Otto sotto un tetto (Family Matters) - serie TV, 1 episodio (1998)
- Streghe (Charmed) - serie TV, 16 episodi (1998-2006)
- Ally McBeal - serie TV, 1 episodio (1999)
- The Agency - serie TV, episodio 1x07 (2001)
- Boston Public - serie TV, 2 episodi (2003)
- Una mamma per amica (Gilmore Girls) - serie TV, 1 episodio (2006)
- Cold Case - Delitti irrisolti (Cold Case) - serie TV, 1 episodio (2007)
- Febbre d'amore (The Young and the Restless) - soap opera, 3 puntate (2008)
- CSI - Scena del crimine (CSI: Crime Scene Investigation) - serie TV, 1 episodio (2010)
- The Mentalist - serie TV, 1 episodio (2012)
- Grey's Anatomy - serie TV, episodio 11x15 (2015)
- Grace and Frankie - serie TV, episodio 5x05 (2019)

## Doppiatrici italiane
Nelle versioni in italiano delle opere in cui ha recitato, Jennifer Rhodes è stata doppiata da:
- Alba Cardilli in Streghe
- Gabriella Genta in Cold Case
- Rita Savagnone in Grey's Anatomy
- Melina Martello in All Rise
- Graziella Polesinanti in Major Crimes